# 洛倫茨·阿德隆
洛倫茨·阿德隆（法語：Lorenz Adlon，1849年5月29日—1921年4月7日），出生於德國莱茵兰-普法尔茨邦的美茵茨，是餐館經營者和知名飯店阿德隆酒店的創辦人。

## 生平
父親是雅各布·阿德隆（Jacob Adlon）、母親是安娜·瑪麗亞·伊麗莎白（Anna Maria Elisabeth），他是九個兄弟姐妹當中排行第六，洛倫茨·阿德隆有兩段婚姻，第一段是和蘇珊·萬西德爾（Susanne Wannsiedel），孩子總共有三男兩女，不過蘇珊·萬西德爾1878年就驟逝，後來和富裕的寡婦范妮·克勞斯（Fanny Claus）續絃，不過范妮·克勞斯於1893年在柏林逝世。
洛倫茨·阿德隆是個葡萄酒迷，從年輕開設葡萄酒專賣店，後來前往柏林更擴大他的生意版圖，最多時曾經儲放三百萬瓶，而且他是個喜愛交際的性格，活躍於許多活動推廣生意，如：1881年法蘭克福體操節、1882年為巴伐利亞貿易會展、1883年的阿姆斯特丹世界博覽會，當時他的財務情況非常好，為了拓展葡萄酒生意，便開始收購許多家餐廳，1898年洛倫茨·阿德隆他開始轉向收購酒店，第一次出手就買下擁有195間客房的大陸酒店（德語：Hotel Continental），從此之後他懂得酒店管理的知識，又讓他增加擴張事業版圖的能力。
進入廿世紀之後，洛倫茨·阿德隆興起自建豪華酒店的想法，1907年10月23日阿德隆酒店正式開幕，威廉皇帝親自出席開幕典禮，甚至誇讚阿德隆酒店比自己的皇宮還要精緻，在第一次世界大戰之前，阿德隆酒店是歐洲名流的聚會所，不過好景不常遇到第一次世界大戰，酒店生意急轉直下。

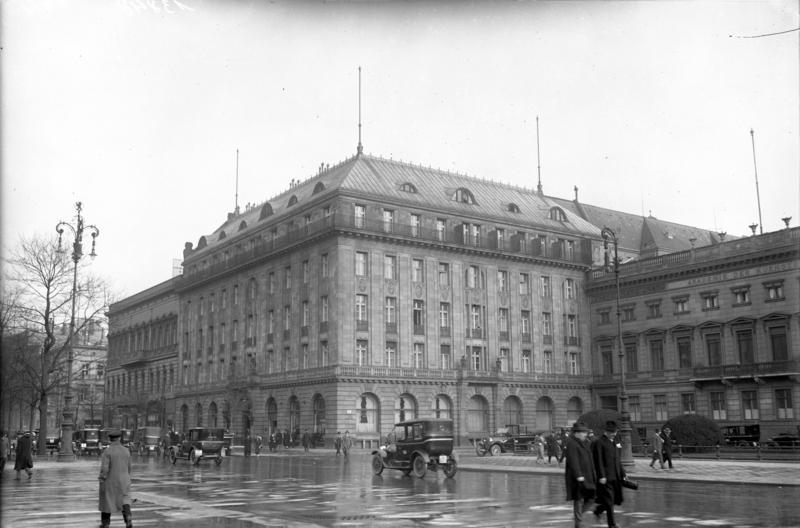
第一代的阿德隆酒店，開幕於1907年

戰後，洛倫茨·阿德隆分別在1918年和1921年遇到兩次交通事故，第二次被汽車撞倒之後送醫不治過世。
阿德隆酒店毀於第二次世界大戰，後來用僅剩的結構供商會使用，1970年代也曾經被改成青年旅館，不過最終兩德統一統一之後，該地點被德國房地產投資公司收購，重建新的阿德隆酒店，外觀參照原始的外觀設計，並於1997年8月23日重新落成。
阿德隆酒店的餐廳，仍舊向創辦人致敬因此取為名洛倫茨·阿德隆（德語：Lorenz Adlon）餐廳，是米其林指南二星評鑑、戈和米約四頂高帽的餐廳。

## 相關連結
- 阿德隆飯店官方網站 （页面存档备份，存于）